# سليمان بن سايمون دوران
سليمان بن سيمون دوران (1467 - 1400) (العبرية: שלמה בן שמעון דוראן // الفرنسية: Solomon ben Simon Duran ).والمعروف باسم راشباش "Rashbash"، هو حاخام القرون الوسطى مع وجهات النظر العدائية تجاه الكابالا، وابن الخليفة زماح بن سيمون دوران "Zemah".
ولد سليمان في الجزائر العاصمة ، وأصبح في شبابه على دراية بالتلمود والأدب الحاخامي ، وبصورة لافتة للنظر في وقته ، احتج على الكبالا. مثل والده ، كان مؤلف العديد من "responsa" (نشرت في Leghorn ، 1742) ؛ رسالته المكتوبة بلغة التلمود ، إلى ناثان ناجارا في قسنطينة تم إعادة طبعها بشكل منفصل ، مع فهرس للممرات (Kerem Ḥemed، ix.110 et seq.). ظهر دفاعه عن التلمود ، الذي كتب في عام 1437 ضد هجمات المتحول "Geronimo de Santa Fé" ، تحت عنوان "Milḥemet Ḥobah" ، وكذلك لقب Setirat Emunat ha-Noẓrim ، بعد الجزء الثاني من والده "Ḳeshet u-Magen". وقد نُشِر أيضًا بشكل منفصل في لايبزيغ عام 1856 ، وطُبعت أطروحته التي تُدعى تيككون سوفرريم ، والتي كانت تُنسب إلى والده في كثير من الأحيان ، كملحق لعمل يابين شيموه ، لِغورن ، عام 1744. وقد تم حفظ نسخة منه كتبها. مخطوطة.